# Gefell
Gefell – miasto w Niemczech, w kraju związkowym Turyngia, w powiecie Saale-Orla.

## Dzielnice
- Mödlareuth – część dzielnicy leży również w Bawarii